# ニード・フォー・スピードIII
『ニード・フォー・スピードIII ホット・パースート』（Need for Speed III Hot Pursuit）はEAカナダが開発し1998年9月23日エレクトロニック・アーツ・ビクターが発売したパソコン用レースゲーム。日本のプレイステーションではオーバードライビンIIIというタイトルで発売された。

## 概要
このゲームはニード・フォー・スピードシリーズの第四作目にあたり、ニード・フォー・スピードシリーズで初めてパトカーが登場した。
今作で新たに追加された内容は、パトカーの追跡を振り切る『ポリスチェイス』モードが新搭載され、天候も自在に設定できるようになった事である。
今作ではコックピット視点が収録されていない(PC版は収録)。
リプレイモードでは11種類もの視点からレースシーンが再生できる。

### レースタイプ
- ポリスチェイス - レース中にパトカーが登場し、パトカーの追跡を振り切ってゴールを目指すモード。PS版は追跡されている時間が長いほど罪が重くなっていき、罪の重さが一定を超えた状態で止められると逮捕になるのに対し、PC版は予め設定された回数分止められると逮捕となる。パソコン版はパトカーを使い追跡するモードもある。このモードではフェラーリ等一部の車は使用できない。
- シングルレース - レースを一回行うモード。
- ノックアウト - 8台の車でレースを行い、最下位でゴールした車が一台ずつ脱落して行く。8レースを行い、最後まで勝ち残る事が目標で途中で最下位になるとゲームオーバーとなる。
- トーナメント - 8つのコースをすべて3位以上でゴールして、最終レース終了後のポイントが1位になる事が目的のモード。
- プラクティス - プレイヤーのみで練習走行をするモード。

## 登場車両
- Ferrari 550 Maranello
- Ferrari 355 F1
- Lamborghini Diablo SV
- Lamborghini Countach 25th
- Marcedes CLK-GTR
- Chevrolet Corvette C5
- Jaguar Sport XJR-15
- Italdesign Nazca C2(PS版のみ)